# Odra (organizacja konspiracyjna)
Odra (inne nazwy: Bataliony Odry, Polska Organizacja Podziemna „Odra”, Polska Organizacja Wojskowa „Odra”) – polska konspiracyjna organizacja wojskowa działająca w niemieckich obozach jenieckich i skupiskach robotników przymusowych na obszarze całego Pomorza od końca 1939 do połowy 1944.

## Historia
Została założona w listopadzie 1939 przez pułkownika dyplomowanego Witolda Dzierżykraja-Morawskiego ps. „Wallenrod”. Podstawę jej działalności stanowiła koncepcja Naczelnego Dowództwa Wojska Polskiego tworzenia konspiracji wśród polskich jeńców wojennych w oflagach i stalagach oraz skupiskach polskich robotników przymusowych. Na czele organizacji stał sztab (szef sztabu – kapitan Henryk Kosiński oraz major Wiesław Hołubski, major Bronisław Wandycz, porucznik Eugeniusz Kloc ps. „Brzoza”), który mieścił się początkowo w oflagu II C Woldenberg, a następnie w oflagu II D Gross-Born. Wszyscy członkowie byli zorganizowani w pododdziałach liniowych i pomocniczych w systemie trójkowym, które miały dużą autonomię. Istniały następujące pododdziały:
- batalion kadrowy kapitana Henryka Kosińskiego, liczący około 200 jeńców w oflagu II D Gross-Born i stalagu II B Hammerstein,
- batalion liniowy podporucznika Jana Nowaka ps. „Skrzydło”, a od końca 1940 Leona Hamerskiego ps. „Ziarno”, „Jotan”, skupiający około 365 jeńców z rejonu Biskupic, Białego Boru, Jeziornik,
- batalion Feliksa Itrycha, składający się z grupy robotników przymusowych (około 200 osób) z okolic Dąbrowy, Piły, Szczecinka, Turowa i Wilczych Lasków, którzy podporządkowali się „Odrze” w 1942. Część członków batalionu prawdopodobnie była też związana z Polską Armią Powstania, a po jej rozbiciu przez Niemców w 1943 podporządkowała się Armii Krajowej, zamierzając scalić z nią całą „Odrę”,
- grupa rekrutująca się spośród personelu chojnickich zakładów przemysłu samolotowego, sformowana w 1944 i współpracująca z AK. Łącznie „Odra” liczyła najprawdopodobniej około 850 członków, chociaż według niektórych powojennych wspomnień było to nawet około 4 tysięcy ludzi.

„Odra” prowadziła przede wszystkim działalność wywiadowczą, taką jak rozpoznanie fortyfikacji i umocnień niemieckich na Pomorzu ze szczególnym uwzględnieniem Wału Pomorskiego, stacjonowania jednostek wojskowych, rozmieszczenia dróg i linii kolejowych, czy ważnych obiektów militarnych. Ponadto zajmowano się także szkoleniem wojskowym i dozbrajaniem (broń uzyskiwano głównie z Borów Tucholskich), a także prowadzono nasłuch radiowy, kolportaż różnego rodzaju wiadomości oraz opiekę nad zbiegłymi jeńcami. Odra współpracowała z AK i Tajną Organizacją Wojskową „Gryf Pomorski”. W 1944 to współdziałanie zostało zintensyfikowane. Batalion Feliksa Itrycha nawiązał kontakt z komendą Okręgu Pomorze AK i oddziałem partyzanckim OP „Szyszki-103” dowodzonym przez Jana Szalewskiego. Natomiast batalion Leona Hamerskiego podjął współpracę z TOW „Gryf Pomorski” poprzez komórki tej organizacji w Konarzynach i Chojnicach. Wywiad gospodarczy „Odry” obsadził rezydentami 16 miast Pomorza i Wielkopolski: Brusy, Bytów, Chojnice, Czersk, Człuchów, Jastrowie, Koszalin, Kościerzynę, Miastko, Międzyrzecz, Piłę, Słupsk, Szczecinek, Tucholę, Wałcz, Złotów.
We wrześniu 1944 doszło do dekonspiracji i rozbicia „Odry” przez Niemców, zapoczątkowanego aresztowaniami 2 września wśród członków placówki Szczecinek. Wkrótce został aresztowany w oflagu II D Gross-Born sztab organizacji z pułkownikiem Witoldem Dzierżykrajem-Morawskim. Jego członków zamordowano po torturach 9 listopada 1944 w obozie koncentracyjnym Mauthausen-Gusen. Do końca września zostało ujętych ogółem około 300 członków „Odry”.
Istnieje kilka hipotez dotyczących zdrady i dekonspiracji „Odry”. Według powojennych zeznań gdańskiego agenta Gestapo Jana Kaszubowskiego vel Hansa Kessnera na ślad organizacji Niemcy wpadli po zatrzymaniu łącznika TOW „Gryf Pomorski”, leśniczego z Konarzyn, u którego znaleziono odezwę „Odry” do kierownictwa TOW „Gryf Pomorski” mówiącą o połączeniu działań konspiracyjnych. Jednocześnie Gestapo dotarło do siatki organizacji w zakładach w Chojnicach. Było to podobno dziełem współpracownika policji niemieckiej Huberta Dobrowolskiego ps. „Suchy”, który przeniknął do organizacji i zlokalizował jej sztab w oflagu II C Woldenberg. Druga wersja mówi o dekonspiracji „Odry” w wyniku aresztowania 9 czerwca 1944 szefa łączności komendy Okręgu Pomorze AK Gustawa Olszewskiego, a następnie innych osób i zdobyciu części archiwum okręgowego, co ujawniło powiązania z „Odrą”.